# St. Martin (Netphen)

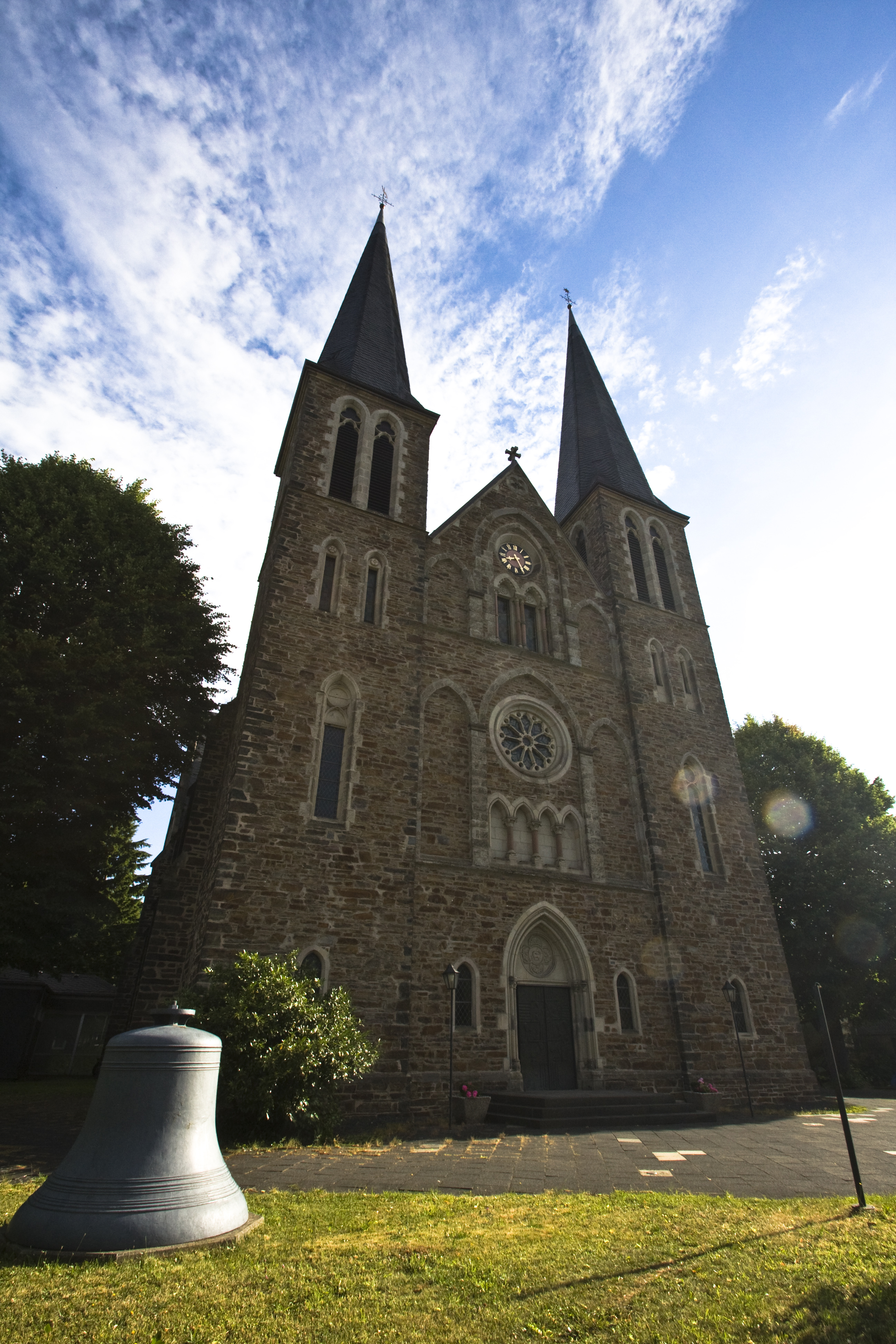
St. Martin in Netphen

Die römisch-katholische, denkmalgeschützte Pfarrkirche St. Martin steht in Netphen, einer Stadt im Kreis Siegen-Wittgenstein in Nordrhein-Westfalen. Die Kirchengemeinde gehört zum Pastoralverbund Netpherland im Dekanat Siegen des Erzbistums Paderborn.

## Beschreibung
Nach Auflösung des seit 1651 bestehenden Simultaneums mit der Martinikirche wurde die neugotische Hallenkirche von 1893 bis 1895 nach einem Entwurf von Gerhard August Fischer aus Barmen erbaut. Die in unverputztem Bruchsteinen errichtete Kirche besteht aus einem Langhaus, einem eingezogenen Chor im Norden, vor dem sich ein kurzes Querschiff befindet, und einer Doppelturmfassade im Süden, deren oberste Geschosse, die den Mittelteil mit dem Portal überragen, hinter den als Biforien gestalteten Klangarkaden Glockenstühle beherbergen. Darauf sitzen schiefergedeckte, achtseitige Knickhelme. 
Der Innenraum ist mit einem Kreuzrippengewölbe überspannt. Der Altar wurde 1995 mit Reliefs des Altars von 1902 neu gestaltet. 

## Orgel
Die Orgel mit 25 Registern, zwei Manualen und Pedal wurde 1970 von der Firma Oberlinger Orgelbau errichtet. Die Orgel besitzt die folgende Disposition
| I Hauptwerk C– |               |        |
| 1.             | Gedacktpommer | 16‘    |
| 2.             | Prinzipal     | 08‘    |
| 3.             | Rohrflöte     | 08‘    |
| 4.             | Oktave        | 04‘    |
| 5.             | Spitzflöte    | 02‘    |
| 6.             | Nasard        | 02 ⁄3′ |
| 7.             | Superoktave   | 02‘    |
| 8.             | Mixtur V      |        |
| 9.             | Trompete      | 08‘    |

| II Schwellwerk C– |                 |       |
| 10.               | Copula          | 8‘    |
| 11.               | Weidenpfeife    | 8‘    |
| 12.               | Prinzipal       | 4‘    |
| 13.               | Koppelflöte     | 4‘    |
| 14.               | Waldflöte       | 2‘    |
| 15.               | Oktave          | 1‘    |
| 16.               | Sesquialtera II | 2 ⁄3′ |
| 17.               | Cymbel IV       |       |
| 18.               | Krummhorn       | 8‘    |
|                   | Tremulant       |       |

| Pedal C– |                 |     |
| 19.      | Subbaß          | 16‘ |
| 20.      | Prinzipalbaß    | 08‘ |
| 21.      | Gedacktbaß      | 04‘ |
| 22.      | Choralbaß       | 04‘ |
| 23.      | Nachthorn       | 02‘ |
| 24.      | Rauschpfeife VI |     |
| 25.      | Posaune         | 16‘ |

- Koppeln: II/I, I/P, II/P